# Зажогинская
Зажо́гинская — деревня в составе Толвуйского сельского поселения Медвежьегорского района Республики Карелия.

## Общие сведения
Располагается на Заонежском полуострове, вблизи автодороги Великая Губа—Медвежьегорск.
В результате сокращения населения в 1967 году деревни Басинская, Горушка, Зажогинская, Подрябинье, Русиновская, Таровская, Трошевская (Прошевская) и Шустиковская были объединены под общим названием Зажогинская.

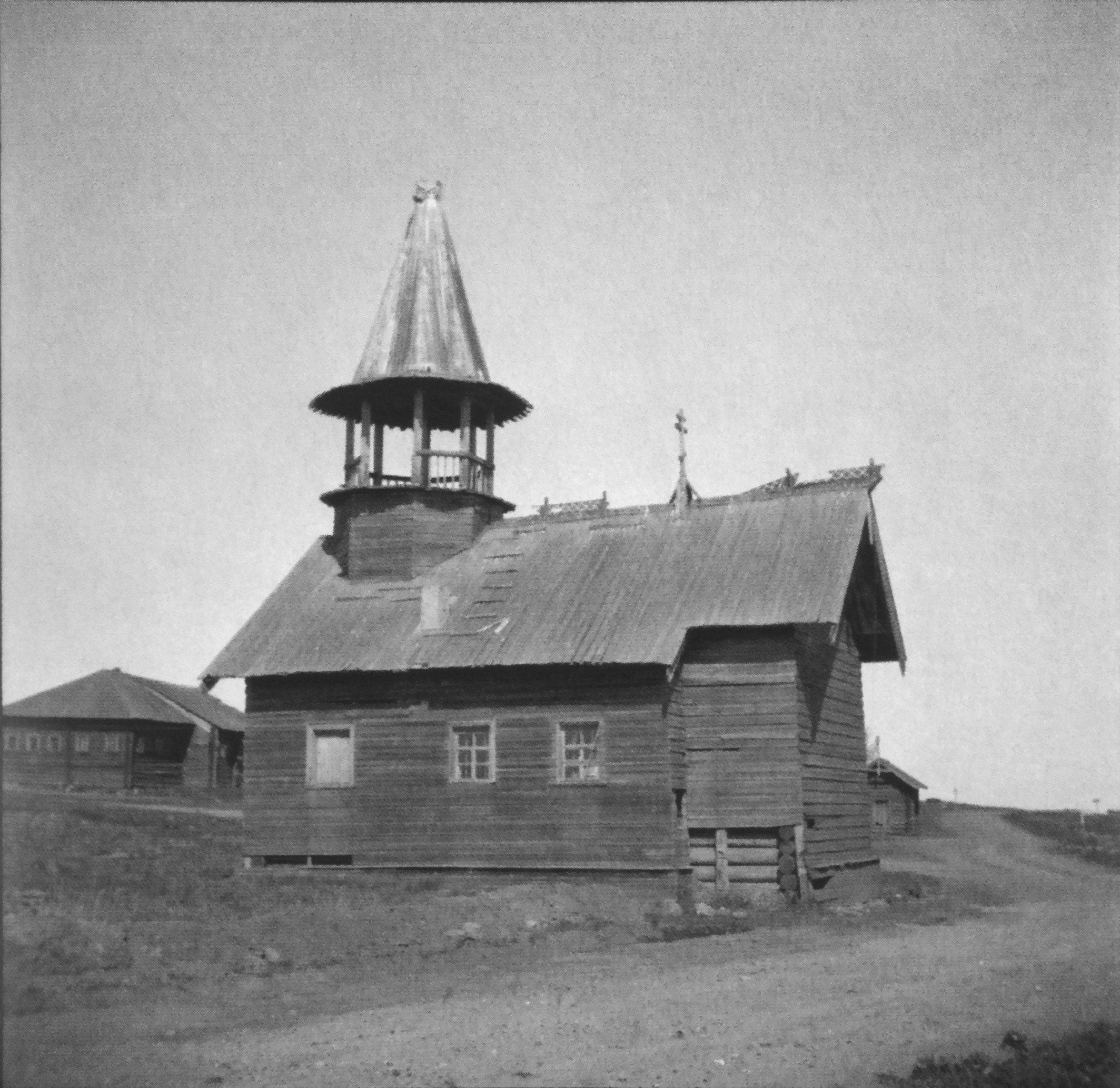
Часовня Покрова Богородицы в Прошевской (1944 г.)

В Прошевской существовала деревянная часовня, освящённая в честь Покрова Богородицы, построенная около 1868 года (утрачена).

## Население
| 2002 | 2010 | 2013 |
| ---- | ---- | ---- |
| 0    | →0   | →0   |